# Architektura 24-bitowa
Architektura 24-bitowa – architektura komputera, w której słowa, adresy i inne dane mieszczą się w najwyżej 24 bitach pamięci.
Architektura 24-bitowa była bardzo mało popularna i znalazła zastosowanie głównie w specjalistycznych systemach superkomputerowych produkowanych w latach 70. i 80. XX wieku. Stosowana była w polskich komputerach: Odra 1204, Odra 1300 i ZAM z wyjątkiem ZAM-2.
Z drugiej jednak strony popularność zdobyły liczne komputery używające 24-bitowego adresowania: IBM-owy System/360 zaprezentowany w 1964 wyposażony był w 32-bitowe rejestry ogólnego przeznaczenia (i wykonywał takąż arytmetykę). Podobnie wczesne komputery osobiste, włączając PC/AT z procesorem 286 używał 24-bitowego adresowania (przy 16-bitowych rejestrach). 
Przykładem typowo 24-bitowego procesora jest także eZ80, wstecznie kompatybilny z wcześniejszymi 8- i 16- bitowymi procesorami Ziloga. 
W odniesieniu do pamięci operacyjnej, 24 bity określają liczbę możliwych do zaadresowania komórek pamięci. Istnieje 224 wariacji 24-bitowego adresu, czyli bezpośrednio można adresować 16 777 216 (16 M) komórek o rozmiarze 1 bajta.